# Frères Mougin
Pour les articles homonymes, voir Mougin.
Les frères Joseph (7 juin 1876 - 1961) et Pierre (15 mai 1880 - 7 septembre 1955) Mougin, fils de Xavier Mougin, sont des  céramistes et sculpteurs français. Ils ont exercé tous deux leurs talents à l'époque de l'Art nouveau et à l'époque Art déco.

## Ateliers parisiens
En 1897, Joseph démarre un premier atelier de céramique à Paris. Il est bientôt rejoint par son frère Pierre pour un second atelier, à Montrouge. Joseph s'y occupe de la sculpture, tandis que son frère est chargé de la recherche des émaux. Ils fabriquent alors des pièces dans le style Art nouveau.

## Atelier lorrain de Boudonville
Les frères Mougin rentrent en Lorraine en 1906, alors que l'Art nouveau amorce son déclin. Ils s'orientent donc peu à peu vers le style Art déco, avec des décors plus épurés. Leurs modèles en faïence, vases, figurines, bestiaire ou simple vaisselle, dans le style Art déco, sont aujourd’hui recherchés par les collectionneurs.

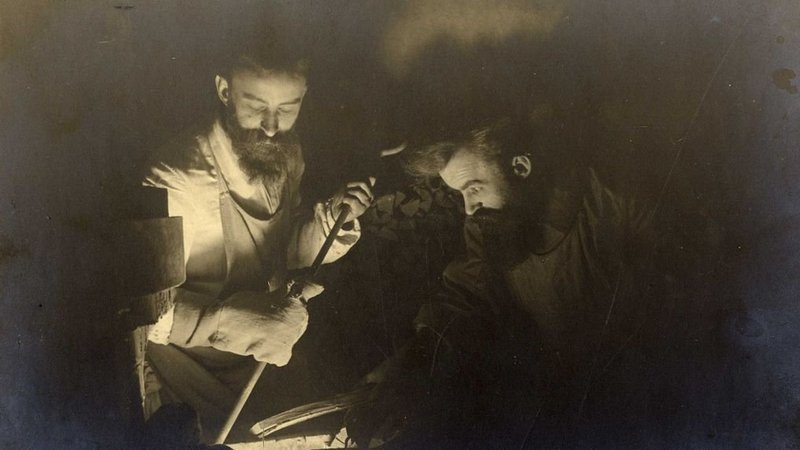
Les Frères Mougin dans leur atelier, photographié par Léopold Poiré

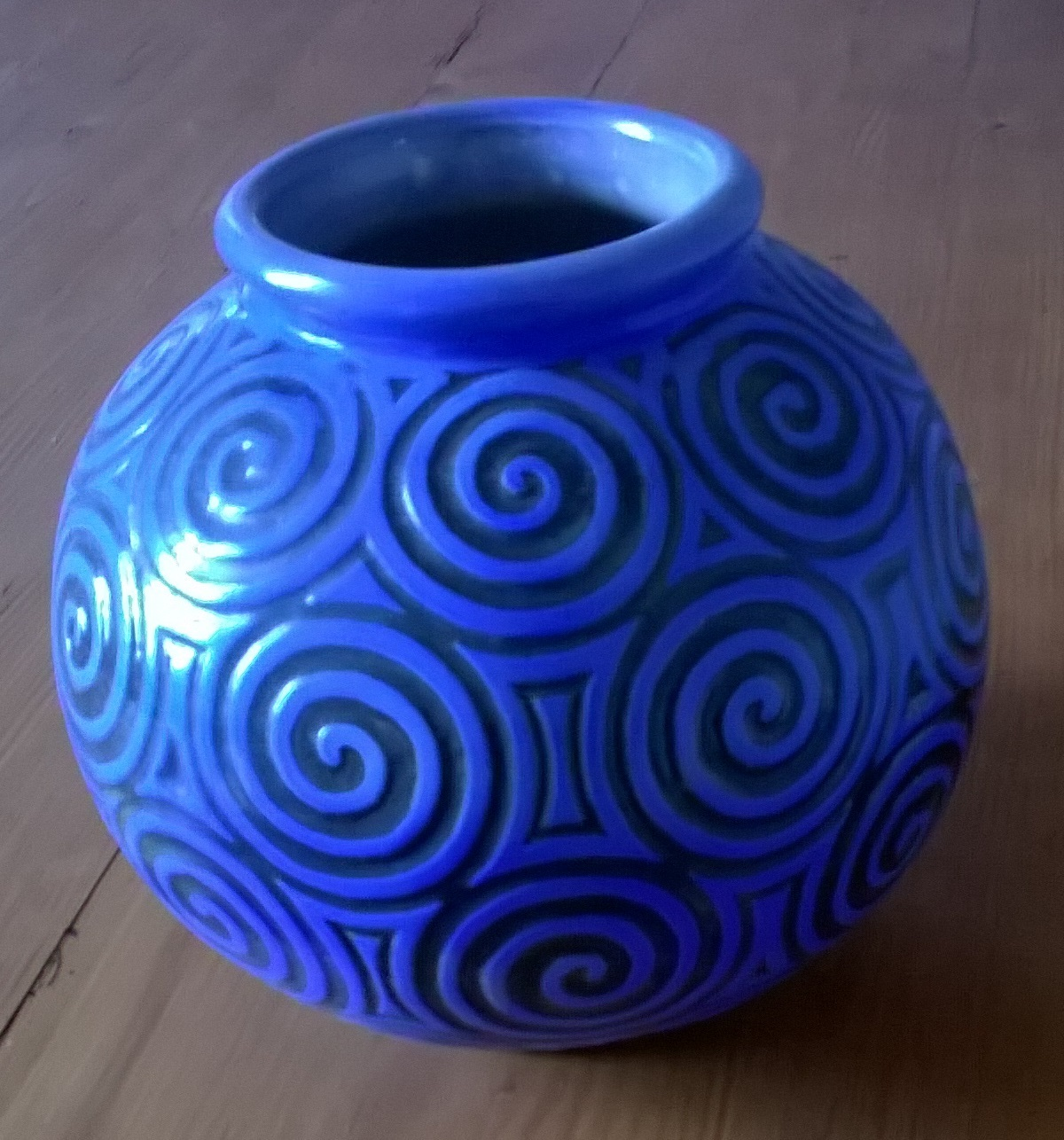
Vase en grès signé "frères Mougin" réalisé vers 1925 dans l'atelier de la faïencerie de Lunéville.

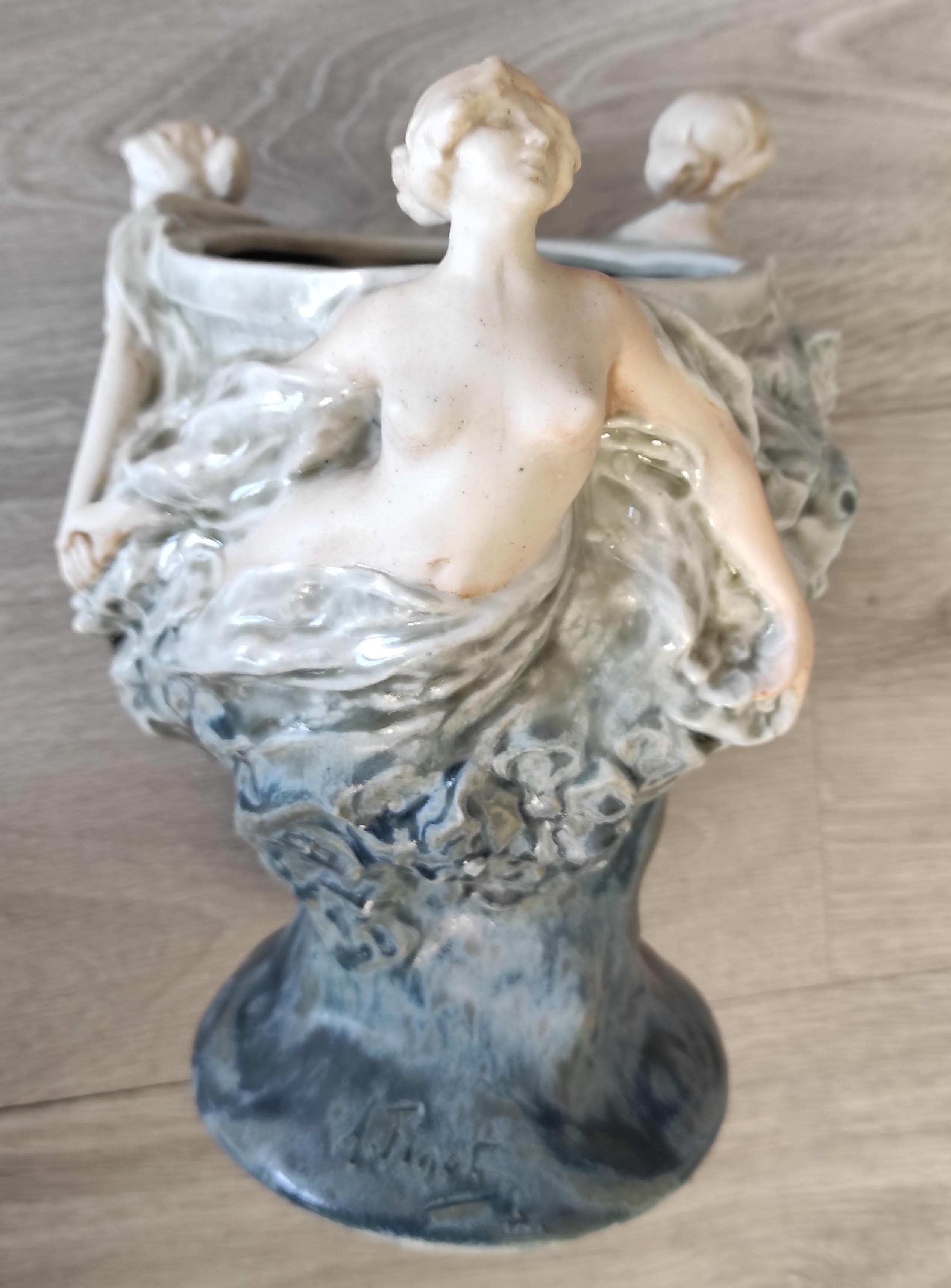
Vase sculpté par Alfred Finot et moulé par la faïencerie Mougin.

## Faïencerie de Lunéville

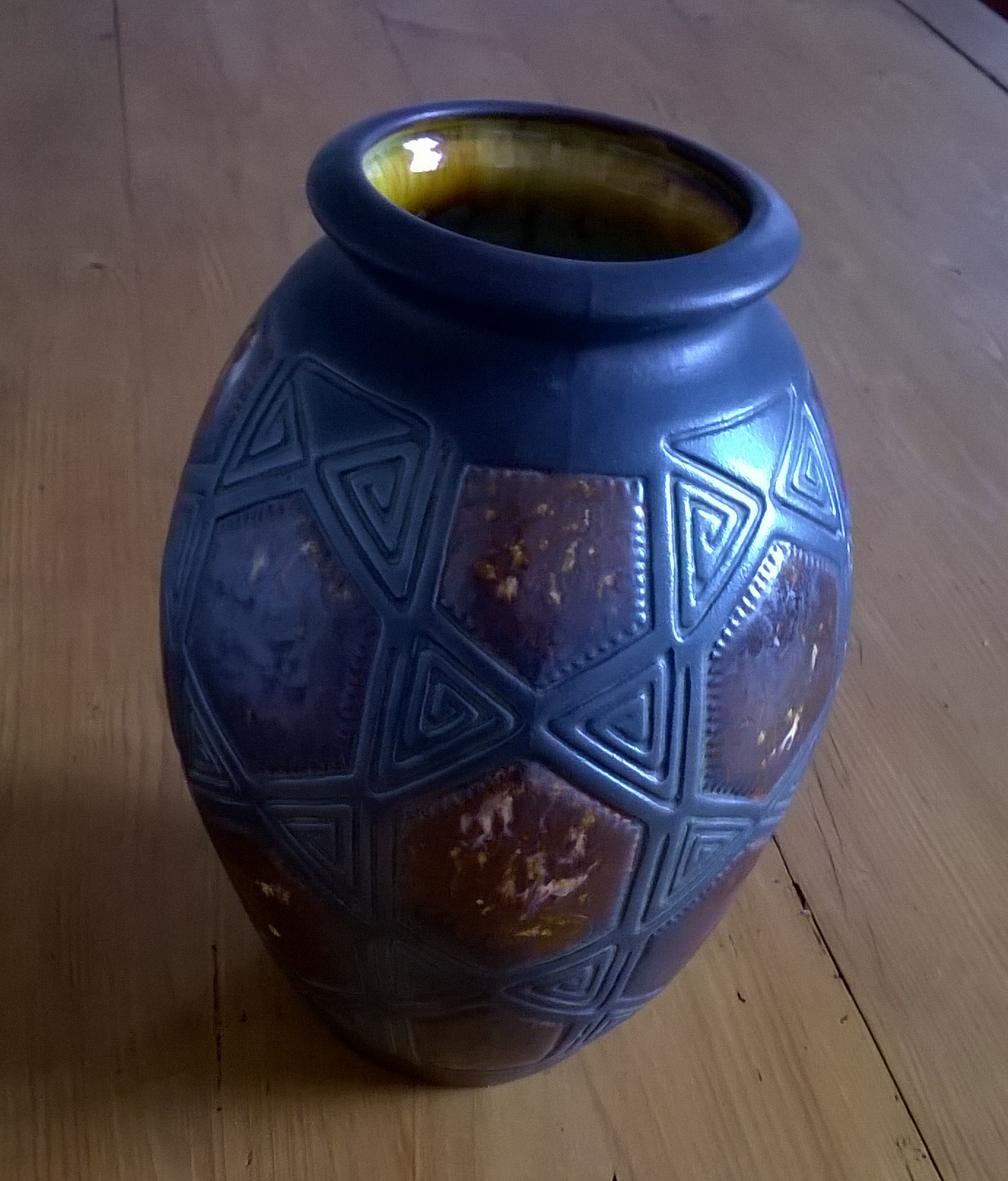
Vase en grès signé "frères Mougin", réalisé vers 1925 dans l'atelier de la faïencerie de Lunéville.

Victor Prouvé, défenseur de l'Union de l'art et de l'industrie, les présente au nouveau propriétaire de la Faïencerie de Lunéville-Saint-Clément, Édouard Fenal. Celui-ci souhaite relancer l'atelier d'art de la manufacture en 1923. Ils sont ainsi engagés pour diriger cet atelier, alors que Georges Condé y devient modéliste. En 1925, sous son égide, ils remportent le grand prix de la céramique à l'Exposition internationale des Arts décoratifs et industriels modernes.

## Collections publiques
- Musée d'Art moderne et contemporain de Strasbourg
  - Sculpture Hiver
- Sarreguemines, musée de la faïence
  - Vase à godrons, vers 1925[4]